# Ingrid Guimarães
Ingrid da Silva Guimarães (Goiânia, 5 de julho de 1972) é uma atriz, produtora, roteirista e apresentadora brasileira. Reconhecida como um dos maiores nomes do cinema brasileiro é a atriz recordista de bilheteria desse século no país, com 23 milhões de espectadores assistindo a todos os seus filmes, sendo honrada no Festival de Gramado com o "Troféu Cidade de Gramado" pela sua contribuição com o cinema nacional.

## Biografia
Nascida em Goiânia, aos 13 anos mudou-se para o Rio de Janeiro, onde começou a estudar teatro no Tablado. Fez também cursos com o diretor Antunes Filho em São Paulo, onde atuou na peça O Diário de Anne Frank.

## Carreira
Estreou no teatro em 1987 e na televisão em 1993 na telenovela Mulheres de Areia, interpretando a empregada da personagem de Viviane Pasmanter. Logo após ganhou espaço no humorístico Chico Total  e na telenovela Por Amor. Em 1997 recebeu o Prêmio Cantão de Teatro Jovem na categoria melhor atriz, pela peça Confissões de Adolescente, na qual fez sucesso ao se apresentar pelo Brasil de 1992 a 1996 sendo também co-autora da peça junto com a atriz Maria Mariana. Fez várias participações em seriados da Globo, como: Mulher, Retrato Falado, Brava Gente, Papo Irado e Chico Total. Em 2001, viveu a modelo Leandra Borgres na extinta Escolinha do Professor Raimundo, personagem que foi ressuscitada no Fantástico, em 2008, nos quadros As Super Dicas de Moda de Leandra Borges e A Dois Quilos do Verão. Em 2003 fez uma rápida participação na novela Kubanacan, como Rosita, e depois entrou para o elenco fixo do humorístico Zorra Total.
Entre 2003 e 2007 foi a protagonista do seriado Sob Nova Direção, ao lado de Heloísa Périssé. Em 2004 viveu a vilã Jaqueline no filme Um Show de Verão, estrelado por Angélica. Acumula uma série de curta-metragens em seu currículo, entre eles: Seu Garçom, Faça o Favor de Me Trazer Depressa, No Rabo do Foguete e Ela Perdoa. Em 2008 integrou o elenco do filme Polaroides Urbanas, de Miguel Falabella e apresentou o programa Mulheres Possíveis, no canal a cabo GNT, onde entrevista personalidades. Em 2009 viveu uma das personagens centrais da novela Caras & Bocas, retornando às novelas após 12 anos. Em 2010 viveu sua primeira protagonista no cinema, com o filme De Pernas pro Ar, ao lado de Bruno Garcia; foi ainda protagonista de Batendo Ponto, especial de fim de ano da Globo que foi transformado em série dominical a partir de 3 de abril de 2011. Com o cancelamento da série, Ingrid foi transferida para a nova temporada da série Macho Man exibida pela Rede Globo, emissora que renovou contrato por quatro anos.
Em 2013, voltou às novelas, em Sangue Bom, na qual interpreta a vilã cômica Tina Leão. No mesmo ano, fez uma participação especial no filme de Paulo Gustavo, Minha Mãe é Uma Peça: O Filme onde interpretou à arrogante Soraya, além do cinema e da televisão, Ingrid também retornou aos palcos, na peça Razões Para Ser Bonita, ao lado de Marcelo Faria, Aline Fanju e Gustavo Machado, na peça vive Steph. Em 2014 se tornou apresentadora do programa Além da Conta do GNT.
Entre 2015 e 2016, ela estrelou ao lado de Leandro Hassum a série Chapa Quente, exibida no lugar de A Grande Família, onde interpretou a cabeleireira Marlene de Souza Campos Vidal. Em 2017, volta às novelas na pele de Elvira Matamouros, na novela Novo Mundo, uma atriz falida e diabólica que ira atormentar a vida do marido, Joaquim Martinho, personagem de Chay Suede. Sua personagem foi eleita pelos críticos um "curinga" nas mãos dos autores, Thereza Falcão e Alessandro Marson, por sua versatilidade.
Em setembro de 2021, foi anunciado que Ingrid Guimarães assinou um contrato de exclusividade com a Amazon Studios. Após 28 anos, Ingrid deixa a Rede Globo. Em 2022, foi ao ar seu ultimo projeto como contratada fixa da TV Globo, uma participaão especial em Nos Tempos do Imperador revivendo a atriz Elvira Matamouros, sua personagem de sucesso em Novo Mundo.
Em 2022 fez sua primeira aparição no Prime Video na série de comédia Eleita, em que interpreta Lígia Mosca, herdeira de uma poderosa frota de ônibus que vive embates com Fefê (Clarice Falcão). No fim do mesmo ano participou do documentário póstumo de Paulo Gustavo, Filho da Mãe, no qual ela concede depoimentos a respeito de sua amizade com o ator. Em janeiro de 2023, ao lado de Lázaro Ramos, protagonizou o especial Feliz Ano Novo... De Novo, esquete em que, por meio de esquetes, refletem sobre perrengues e aprendizados que nos trouxeram até 2023. Foi Jurada Convidada no 2º episódio do reality show Caravana das Drags, apresentado por Xuxa Meneghel e Ikaro Kadoshi. Em outubro do mesmo ano assumiu a apresentação do dating show Match nas Estrelas. Em dezembro, foi uma das protagonistas de Minha Irmã e Eu, que declarou vir do interesse de falar tanto sobre irmãs como "das minhas raízes goianas", já que a personagem de Guimarães, Mirian, é uma dona de casa no interior de Goiás que se reúne com a irmã no aniversário da mãe.

## Vida pessoal
Em 2006 começou a namorar o artísta plástico Renê Machado, com quem passou a viver em união estável, embora não tenha se casado legalmente. Em 9 de setembro de 2009 nasceu sua filha, Clara.

## Filmografia

### Televisão
| Ano       | Título                            | Personagem                                              | Nota |
| --------- | --------------------------------- | ------------------------------------------------------- | --- |
| 1992      | Perigosas Peruas                  | Graziela                                                | Participação                                                                                            |
| 1993      | Mulheres de Areia                 | Jurema                                                  | |
| 1996      | Chico Total                       | Várias personagens                                      | |
| 1997      | Por Amor                          | Teresa                                                  | |
| 1999      | Você Decide                       | Cátia                                                   | Episódio: "O Dilema de Rosane"                                                                          |
| 1999      | Você Decide                       | Lisa                                                    | Episódio: "O Príncipe da Feira"                                                                         |
| 1999      | Você Decide                       | Patrícia                                                | Episódio: "Meu Passado Condena"                                                                         |
| 2001      | Sai de Baixo                      | Zildete                                                 | Episódio: "Um Louro Chamado Desejo"                                                                     |
| 2001      | Os Normais                        | Denise                                                  | Episódio: "Cair na Rotina é Normal"                                                                     |
| 2001      | Escolinha do Professor Raimundo   | Leandra Borges (Lê)                                     | |
| 2002–2003 | Zorra Total                       | Leandra Borges (Lê)                                     | |
| 2003–08   | Fantástico                        | Leandra Borges (Lê)                                     | Quadro: "Papo Irado" Quadro: "A Dois Quilos do Verão" Quadro: "As Superdicas de moda de Leandra Borges" |
| 2003      | Kubanacan                         | Rosita                                                  | Episódio: "13 de outubro"                                                                               |
| 2004–07   | Sob Nova Direção                  | Pit Vasconcellos                                        | |
| 2007–09   | Mulheres Possíveis                | Apresentadora                                           | |
| 2009      | Caras & Bocas                     | Simone Meirelles                                        | |
| 2011      | Batendo Ponto                     | Valquíria Dias (Val)                                    | |
| 2011      | Macho Man                         | Heloisa Fragoso Fraga (Helô)                            | Temporada 2                                                                                             |
| 2012      | A Grande Família                  | Lili Pessanha                                           | Episódio: "O Pai do Serginho"                                                                           |
| 2012      | 220 Volts                         | Emma                                                    | Episódio: "Fama"                                                                                        |
| 2013      | Sangue Bom                        | Albertina Leão (Tina)                                   | |
| 2014      | A Mulher da Sua Vida              | Alice                                                   | |
| 2014–20   | Além da Conta                     | Apresentadora                                           | |
| 2015–16   | Chapa Quente                      | Marlene da Silva Campos Vidal                           | |
| 2017      | Novo Mundo                        | Elvira Matamouros / Madame Dalila                       | |
| 2018      | Os Melhores Anos das Nossas Vidas | Comentarista                                            | |
| 2018–19   | Viver do Riso                     | Apresentadora                                           | |
| 2019      | Cine Holliúdy                     | Rebeca Afrânia das Dores Maciel                         | Episódio: "14 de maio"                                                                                  |
| 2019–20   | Bom Sucesso                       | Silvana Nolasco / Felismina Silvana Maria Bezerra Leite | |
| 2021      | Modo Mãe                          | Apresentadora                                           | |
| 2022      | Nos Tempos do Imperador           | Elvira Matamouros                                       | Episódios: "8–14 de janeiro"                                                                            |
| 2022      | Nos Tempos do Imperador           | Alzira Matadouros                                       | Episódio: "4 de fevereiro"                                                                              |
| 2022      | Eleita                            | Lígia Mosca                                             | |
| 2023      | Caravana das Drags                | Jurada Convidada                                        | Episódio: "Country Queens Invadem Goiânia"                                                              |
| 2023      | Match nas Estrelas                | Apresentadora                                           | |
| 2024      | 5x Comédia                        | Laura Lis                                               | Episódio: "Toda Errada"                                                                                 |
| 2025      | Show 60 Anos                      | Leandra Borges (Lê)                                     | Homenagem aos 60 Anos da Globo                                                                          |

### Cinema
| Ano  | Título                                         | Personagem                   | Nota                          |
| ---- | ---------------------------------------------- | ---------------------------- | ----------------------------- |
| 1990 | Uma Escola Atrapalhada                         | Aluna                        | Figuração                     |
| 1997 | Amar                                           | Fabiana                      | Curta-metragem                |
| 1998 | Alô?!                                          | Valentina                    |                               |
| 2002 | Avassaladoras                                  | Paula                        |                               |
| 2004 | Um Show de Verão                               | Jaqueline                    |                               |
| 2005 | Depois Daquele Baile                           | Beth                         |                               |
| 2008 | Polaroides Urbanas                             | Verley                       |                               |
| 2010 | De Pernas Pro Ar                               | Alice Segretto               |                               |
| 2012 | Totalmente Inocentes                           | Raquel                       |                               |
| 2012 | De Pernas pro Ar 2                             | Alice Segretto               |                               |
| 2013 | Minha Mãe É Uma Peça: O Filme                  | Soraya                       |                               |
| 2015 | Loucas pra Casar                               | Malu                         |                               |
| 2015 | Um Homem Só                                    | Aline                        |                               |
| 2016 | Um Namorado Para Minha Mulher                  | Nena                         | também colaboração no roteiro |
| 2016 | Entre Idas e Vindas                            | Amanda                       |                               |
| 2017 | TOC: Transtornada Obsessiva Compulsiva         | Ingrid Guimarães             |                               |
| 2017 | Fala Sério, Mãe!                               | Ângela Cristina Siqueira Paz | também roteirista             |
| 2019 | De Pernas pro Ar 3                             | Alice Segretto               | também roteirista             |
| 2020 | O Sofá                                         | Joana D'Arc                  | também roteirista             |
| 2022 | Filho da Mãe - Um Reencontro com Paulo Gustavo | Ela mesma                    |                               |
| 2023 | Feliz Ano Novo... De Novo                      | Tatiane                      |                               |
| 2023 | O Primeiro Natal do Mundo                      | Tina                         |                               |
| 2023 | Minha Irmã e Eu                                | Miriam                       |                               |

### Dublagem
| Ano  | Título                    | Personagem        | Nota         |
| ---- | ------------------------- | ----------------- | ------------ |
| 2011 | Gnomeu e Julieta          | Nanette (voz)     |              |
| 2016 | A Era do Gelo: O Big Bang | Brooke (voz)      |              |
| 2024 | Arca de Noé               | Pomba Sônia (voz) | Voz original |

### Videoclipe
| Ano  | Grupo/Cantor              | Música              |
| ---- | ------------------------- | ------------------- |
| 2014 | MC Guimê feat. Soulja Boy | "Brazil We Flexing" |

## Teatro
como atriz e autora
| Ano     | Título                    | Personagem         | Nota          |
| ------- | ------------------------- | ------------------ | ------------- |
| 1987–89 | Jardim das Borboletas     | Cíntia             |               |
| 1992–96 | Confissões de Adolescente | Ingrid             | também autora |
| 1995    | O Diário de Anne Frank    | Anne Frank         |               |
| 1997–00 | Duas Mãos                 | Ássima / Sônia     | também autora |
| 1998    | Os Sete Gatinhos          |                    |               |
| 2000    | A Espera                  |                    |               |
| 2000    | Laboratório de Humor      |                    |               |
| 2001–11 | Cócegas                   | Vários personagens | também autora |
| 2002–05 | Cosquinha                 | Amanda             | também autora |
| 2006–08 | Preto no Branco           | Várias personagens | também autora |
| 2012–15 | Razões Para Ser Bonita    | Steph              |               |
| 2018    | Annie - O Musical         | Miss Henigan       |               |

como diretora
| Ano           | Título                                         |
| ------------- | ---------------------------------------------- |
| 2003–presente | Os Segredos de Almerinda (com Heloísa Périssé) |
| 2006–presente | 7 Conto - A Comédia                            |

## Livros
| Ano  | Título                                                | Editora  |
| ---- | ----------------------------------------------------- | -------- |
| 2002 | Os Melhores Momentos de Cócegas (com Heloísa Périssé) | Objetiva |

## Discografia
Trilha Sonora
| Título            | Ano  | Outro(s) artista(s) | Álbum                 |
| ----------------- | ---- | ------------------- | --------------------- |
| "Fala Sério, Mãe" | 2017 | Larissa Manoela     | Fala Sério, Mãe! - EP |
| "Fala Sério"      | 2017 | Larissa Manoela     | Fala Sério, Mãe! - EP |

## Prêmios e indicações
| Ano  | Prêmio                                        | Categoria                                          | Trabalho                  | Resultado |
| ---- | --------------------------------------------- | -------------------------------------------------- | ------------------------- | --------- |
| 1996 | Prêmio APETESP de Teatro                      | Melhor Atriz                                       | O Diário de Anne Frank    | Venceu    |
| 1997 | Prêmio Cantão de Teatro Jovem                 | Melhor Atriz                                       | Confissões de Adolescente | Venceu    |
| 1997 | Prêmio Coca-Cola de Teatro Jovem              | Melhor Texto (com Carol Machado)                   | Duas Mãos                 | Indicada  |
| 1997 | Prêmio Shell                                  | Melhor Texto (com Carol Machado)                   | Duas Mãos                 | Indicada  |
| 2002 | Prêmio Shell                                  | Melhor Autora (com Heloísa Périssé)                | Cócegas                   | Indicada  |
| 2002 | Prêmio Governador do Estado                   | Melhor Autora (com Heloísa Périssé)                | Cócegas                   | Indicada  |
| 2003 | Prêmio Qualidade Brasil de Teatro             | Melhor Atriz                                       | Cócegas                   | Venceu    |
| 2003 | Prêmio Maria Clara Machado de Teatro Infantil | Texto/ Adaptação (com Heloísa Périssé)             | Cosquinha                 | Indicada  |
| 2003 | Prêmio Maria Clara Machado de Teatro Infantil | Especial (Trabalho conjunto) (com Heloísa Périssé) | Cosquinha                 | Indicada  |
| 2004 | Prêmio Extra de Televisão                     | Melhor Atriz Comediante                            | Sob Nova Direção          | Indicada  |
| 2004 | Troféu Leão Lobo                              | Melhor Comediante Feminina                         | Sob Nova Direção          | Indicada  |
| 2006 | Prêmio Qualidade Brasil                       | Melhor Atriz de Humorístico                        | Sob Nova Direção          | Indicada  |
| 2007 | Festival Internacional Goiânia em Cena        | Troféu Goiânia em Cena                             | Homenagem                 | Venceu    |
| 2011 | Grande Prêmio do Cinema Brasileiro            | Melhor Atriz                                       | De Pernas pro Ar          | Indicada  |
| 2011 | Prêmio Contigo! de Cinema Nacional            | Melhor Atriz                                       | De Pernas pro Ar          | Indicada  |
| 2012 | Prêmio ACIE de Cinema                         | Melhor Atriz                                       | De Pernas pro Ar          | Indicada  |
| 2014 | Prêmio ED de Cinema                           | Melhor profissional do Cinema Nacional             | Conjunto da Obra          | Venceu    |
| 2014 | Festival de Cinema e Vídeo Ambiental - FICA   | Artes                                              | Homenagem                 | Venceu    |
| 2016 | Prêmio Quem de Cinema                         | Melhor Atriz                                       | Entre Idas e Vindas       | Indicada  |
| 2017 | Prêmio Extra de Televisão                     | Melhor Atriz Coadjuvante                           | Novo Mundo                | Indicada  |
| 2017 | Troféu UOL TV e Famosos                       | Melhor Atriz                                       | Novo Mundo                | Indicada  |
| 2018 | 12° Prêmio Fiesp/Sesi-SP de Cinema e TV       | Melhor Atriz                                       | Fala Sério, Mãe!          | Indicada  |
| 2018 | Prêmio Destaque Imprensa Digital              | Destaque Atriz                                     | Annie – O Musical         | Indicada  |
| 2019 | Prêmio Bibi Ferreira                          | Melhor Atriz Coadjuvante em Musicais               | Annie – O Musical         | Indicada  |
| 2019 | Brazilian Film Festival of Miami              | Melhor Atriz                                       | De Pernas pro Ar 3        | Indicada  |
| 2022 | Pena de Prata                                 | Melhor Atuação Convidada em Série de Comédia       | Eleita                    | Indicada  |
| 2023 | Festival de Cinema de Gramado                 | Troféu Cidade de Gramado                           | Conjunto da Obra          | Venceu    |
| 2024 | Festival Sesc Melhores Filmes                 | Melhor Atriz Nacional                              | Minha Irmã e Eu           | Pendente  |
| 2024 | Festival Sesc Melhores Filmes                 | Melhor Roteiro                                     | Minha Irmã e Eu           | Pendente  |
| 2024 | Prêmio ABRA de Roteiro                        | Melhor Roteiro de Comédia                          | Minha Irmã e Eu           | Pendente  |
| 2024 | Prêmio iBest                                  | Influenciador Goiás                                | Ingrid Guimarães          | Pendente  |
| 2024 | Prêmio iBest                                  | Apresentadores de TV/Streaming                     | Match nas Estrelas        | Pendente  |